# Georg Steinhauser
Georg Steinhauser (n. 21 octombrie 2001, Lindenberg im Allgäu, Bavaria, Germania) este un ciclist profesionist german, care concurează în prezent pentru EF Education–EasyPost, echipă licențiată UCI WorldTeam.
Pentru sezonul 2022, Steinhauser s-a alăturat echipei UCI WorldTeam EF Education–EasyPost cu un contract pe doi ani, fiind în același timp ucenic în domeniul metalurgiei.

## Rezultate în Marile Tururi

### Turul Italiei
1 participare
- 2024: câștigător al etapei a 17-a